# Убийство в Ориент Експрес (роман)
Убийство в Ориент Експрес е роман на Агата Кристи с главен герой белгийският детектив Еркюл Поаро. За първи път е публикуван във Великобритания през 1934 г. По-късно същата година романът е издаден и в САЩ, под името Murder in the Calais Coach, за да се избегне евентуалното объркване с романа на Греъм Грийн Orient Express, публикуван през 1932 г.

## Резюме на сюжета
Внимание:  Текстът по-долу разкрива сюжета на произведението (или части от него)!
„Убийство в Ориент експрес“ е най-известният криминален роман в света, а екранизацията му е обявена за най-успешния британски филм на всички времена.
Еркюл Поаро пътува с Ориент експрес, но малко след полунощ луксозният влак засяда в снежна преспа. На сутринта пътниците са с един по-малко. Американски магнат е намерен мъртъв в купето си, а вратата е заключена отвътре. Пътуващите са откъснати от света и разчитат на Поаро, който единствен може да открие убиеца сред тях.

## Посвещение
Агата Кристи посвещава книгата на втория си съпруг археолога Макс Малоун. Писателката му посвещава още три книги: Загадката на Ситафорд, Ела и ми кажи как живееш, и последната ѝ написана книга Задната врата на съдбата.